# Boogie (tv-program)
 For alternative betydninger, se Boogie. (Se også artikler, som begynder med Boogie)
Boogie var et dansk musik-tv-program for unge, med fokus på musikvideoer og interviews. Programmet havde premiere den 8. januar 2002 på DR1, og startede med at sende fra kl. 16–17.
Programmet blev kortet ned til kun at blive sendt en halv time hver lørdag og en time hver fredag, hvor ugens Boogie-liste blev præsenteret. Boogie Listen blev til ved at folk stemte på musikvideoer via SMS eller på nettet på DR's ungdomsportal SKUM.
Boogie fik i 2006 sin egen DAB- og netradio-station som sender døgnet rundt med musik og Boogie-indslag m.m.
I december 2010 blev det besluttet at stoppe programmet til april 2011. Dog sluttede programmet allerede i december 2010.
Programmet fik meget kritik ved at være for seksuelt stødende, især fordi det blev sendt lige før Barracuda, som var et program med tegnefilm for børn i 8-12 års-alderen.[kilde mangler]

## Værter
Tidligere værter
- Mads Lindemann (2002)
- Andrea Elisabeth Rudolph (2002)
- Saseline Sørensen (2002–2003)
- Mikkel Herforth (2002–2004)
- Lise Rønne (2002–2003)
- Huxi Bach (2002–2004)
- Tatjana Haddow (2004–2005)
- Kristian Luc (2004–2005)
- Jeanet Trebbien (2004)
- Julie Ølgaard (2003–2004)
- Nanna Schultz Christensen (2005–2008)
- Christiane Schaumburg-Müller (2008–2009)
- Sys Bjerre (2008–2009)
- Jeppe Voldum (2008–2010)
- Olivia Joof (2009–2010)